# Nototriche azorella
Nototriche azorella là một loài thực vật có hoa trong họ Cẩm quỳ. Loài này được Hill mô tả khoa học đầu tiên năm 1906.